# 台灣建築中心
財團法人台灣建築中心，簡稱TABC，成立背景為1995年中華民國內政部為落實建材檢測及品質認證制度，依據《內政部建築研究所組織條例》，輔導民間成立建築相關檢驗、測試及具自償性、技術性、服務性等業務之專責機構而於1999年3月成立，座落於新北市新店區，負責台灣建設公安基準。

## 組織架構
- 董事會
  - 咨議會
  - 監察人
- 董事長
- 執行長
  - 評審會
    - 各委員會

  - 專家顧問

### 業務單位
- 環境控制部
- 安全防災部
- 工程技術部
  - 材料實驗室
- 業務部
- 行政管理部

## 董監事
第八屆董事監察名單
| 職稱       | 姓名   | 現職                                                                                   |
| ---------- | ------ | -------------------------------------------------------------------------------------- |
| 董事長     | 周光宙 | 行政院公共工程委員會委員 鴻達建築師事務所負責人                                        |
| 副董事長   | 徐文志 | 行政院雲嘉南區聯合服務中心副執行長 台灣建築發展學會榮譽理事長 徐文志建築師事務所負責人 |
| 常務董事   | 邱昌嶽 | 內政部常務次長                                                                         |
| 常務董事   | 王安強 | 內政部建築研究所副所長                                                                 |
| 常務董事   | 洪廸光 | 新北市建築師公會理事長                                                                 |
| 董事       | 陳杏莉 | 內政部地政司專門委員                                                                   |
| 董事       | 陳繼鳴 | 內政部營建署副署長                                                                     |
| 董事       | 邱美珠 | 經濟部標準檢驗局第2組副組長                                                            |
| 董事       | 高文婷 | 內政部營建署建管組組長                                                                 |
| 董事       | 靳燕玲 | 內政部建築研究所研究員                                                                 |
| 董事       | 劉國隆 | 中華民國全國建築師公會理事長                                                           |
| 董事       | 黃秀莊 | 臺北市建築師公會理事長                                                                 |
| 董事       | 于淑婷 | 臺北市建築師公會常務理事                                                               |
| 董事       | 王光祥 | 中華民國不動產開發商業同業公會全聯會名譽理事長                                         |
| 董事       | 賴瑞雅 | 嘉義市建築師公會常務理事                                                               |
| 董事       | 鄭純茂 | 高雄市建築師公會理事長                                                                 |
| 董事       | 呂秩姍 | 高雄市建築師公會理事                                                                   |
| 董事       | 曾瑞宏 | 苗栗縣建築師公會顧問                                                                   |
| 常務監察人 | 林順裕 | 內政部會計處處長                                                                       |
| 監察人     | 蔡綽芳 | 內政部建築研究所安全防災組組長                                                         |
| 監察人     | 李俊毅 | 屏東縣建築師公會監事                                                                   |

## 服務項目
- 綠建築 
  - 綠建築標章
  - 低碳建築標章
  - 其他業務

- 綠建材 
  - 綠建材標章
  - 隔音建材性能評定
  - 其他業務

- 智慧建築 
  - 智慧建築標章
  - Living 3.0智慧化居住空間展示中心
  - 既有建築物智慧化改善工作
  - 其他業務

- 建築防災 
  - 防火材料性能評定
  - 防火避難安全評定
  - 防火標章
  - 建材後市場檢測及標籤

- 防火遮煙檢測驗證 
  - 防火遮煙檢測
  - 產品驗證
  - 其他業務

- 建築技術 
  - BIM資訊服務平台
  - 住宅性能評估
  - 優良工法、產品評鑑
  - 耐震標章
  - 其他業務

- 產業學院 
  - 教育培訓
  - 研討會
  - 創新轉型服務

## 建築標章
- 綠建築標章
- 綠建材標章
- 智慧建築標章
- 防火標章
- 防火避難評定
- 防火材料評定
- 隔音建材評定
- 耐震標章
- 住宅性能評估
- 低碳建築標章

## 交通
財團法人台灣建築中心（地址：新北市新店區民權路95號3樓）
交通說明
公車：
- 松山機場搭乘909號公車於民權工業區站下車，步行至本中心約2分鐘。
- 松山機場搭乘906號公車於花開富貴站下車，步行至本中心約8分鐘。 泰山、新埔搭乘918號公車於民權工業區站下車，步行至本中心約2分鐘。 新店民權工業區站公車：綠3，綠7，綠8，綠9，綠10，綠13，綠15，1073/1080。

捷運：
- 搭乘新店線於大坪林站下車，由1號出口步行往同仁醫院方向至本中心約5分鐘。

開車：
- 二高自安坑交流道出口往景美方向，經環河快速到路於中正路右轉再左轉民權路至本中心約5分鐘。
- 二高自新店交流道出口往景美方向，經中興路到民權路左轉至本中心約5分鐘。

財團法人台灣建築中心材料實驗室（地址：新北市五股區五工六路52號）
交通資訊
開車：
1.一高自五股交流道出口(往新莊方向出口)沿新五路一段/107甲縣道方向至新北大道四段左轉。
2.於五工六路左轉。
3.沿五工六路方向直行即可到達本實驗室。(全國電子正對面) 
智慧化居住空間展示中心（地址：台北市文山區景福街102號）
交通說明
開車路線
水源快速道路（往新店方向）→（左轉）羅斯福路六段142巷 →（左轉）景福街 
捷運路線
捷運萬隆站1號出口 →沿羅斯福路六段，步行5分鐘 →（右轉）景福街到底
公車路線
搭乘公車251.252.253.278.290.290(副).505.642.643.644.648.648(綠).650.660.棕6.綠13在萬隆站下車，步行前往

## 外部連結
- 台灣建築中心 （页面存档备份，存于）